# Antiguraleus sericeus
Antiguraleus sericeus é uma espécie de gastrópode do gênero Antiguraleus, pertencente a família Mangeliidae.